# Музика Тайваню

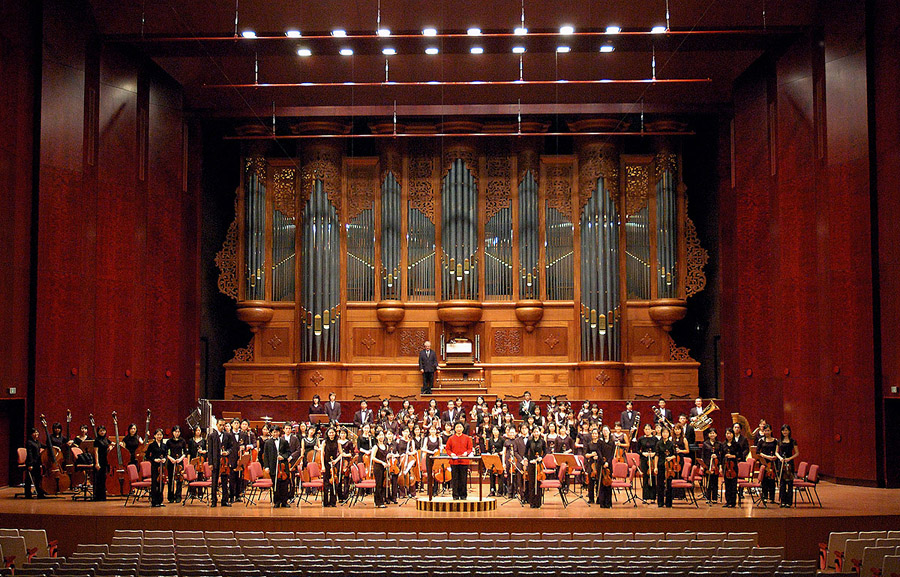
Апо Хсу та симфонічний оркестр NTNU на сцені Національного концертного залу в Тайбеї

Музика Тайваню відображає різноманітну культуру тайванського народу та економічні, соціальні й політичні зміни, яких зазнав Тайвань упродовж своєї культурної історії. Культура Тайваню формувалася під впливом китайської народної культури, також на території Тайваню проживає багато корінних племен з власною виразною мистецькою ідентичністю, тому на Тайвані цінуються різні стилі народної музики та еклектика.  Крім того, жителі Тайваню високо цінують різні стилі західної класичної музики та поп-музики. Також Тайвань є головним центром мандопопу. 

## Фон
У 1949 році на Тайвань прибув уряд Китайської республіки під керівництвом Гоміньдану. Цей уряд пригнічував рідну тайванську культуру та запровадив стандартну китайську (мандарин) як офіційну мову. Ця політична подія призвела до розриву в розвитку традиційної музичної культури в 20 сторіччі. У 1987 році після скасування оголошеного урядом воєнного стану почалося відродження традиційної культури Тайваню. 
Інструментальна музика представлена кількома жанрами, серед яких найбільш відомі бейгуань і нангуань. Нангуань походить із Цюаньчжоу, тоді як зараз найбільш поширений у Лукані та зустрічається на більшій частині острова.
Тайванський ляльковий театр (театр ручних ляльок) і тайванська опера — два дуже популярні жанри вистав, які тісно пов’язані з музикою. Останню часто вважають єдиною справді корінною формою музики Хань, яка збереглася й сьогодні. 
На південній частині острова поширений сьогодні голо-фолк, коли виконавці співають у супроводі юецінь (місячної лютні), яка є різновидом двострунної лютні.  У той час як Хенчун юецінь грає лише п’ять тонів, пентатонічна музика може стати різноманітною та складною у поєднанні з сімома тонами тайванського Hokkien. До відомих народних співаків належать Чень Да та Ян Сючінг.

## Музика аборигенів

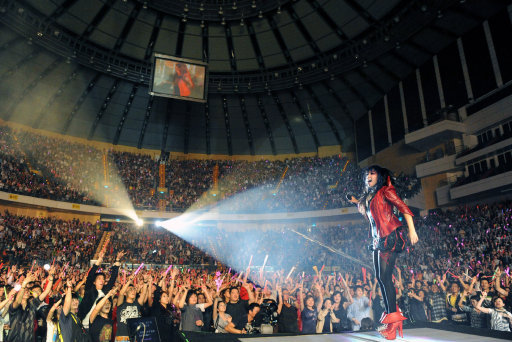
А-mei

З двох великих част нтайванських аборигенів жителі рівнин були значною мірою асимільовані в культуру Хань, тоді як гірські племена залишаються відокремленими. Аміс, Бунун, Пайван, Рукай і Цоу відомі своїм поліфонічним вокалом , що в кожного має свої особливості. 
Гинуча аборигенна культура пережила ренесанс, що почався в кінці 20 століття. У 2005 році за допомогою виконавчого юаня була запущена  штатна аборигенна радіостанція «Ho-hi-yan», для розгляду питань, що цікавлять корінне населення. Це сталося після «Нової хвилі корінної поп-музики»  коли виконавці аборигенів, такі як A-mei (плем’я Puyuma), Difang (плем’я Amis), Pur-dur і Samingad (Puyuma), стали міжнародними поп-зірками. Серед виконавців, що з'явилися пізніше — пайванська поп-зірка Abao . 
Створення в 1991 році Formosa Aboriginal Dance Troupe стало ще одним великим внеском у цю тенденцію, тоді як несподіваний мейнстримовий успіх «Return to Innocence», головної пісні Олімпійських ігор 1996 року, ще більше популяризував місцеву музику. Композиція «Return to Innocence» була створена популярним музичним проектом Enigma, і в ній використано голоси літньої пари племені Аміс, Куо Ін-нан і Куо Сю-чу. Коли подружжя дізналося, що їхній запис став частиною міжнародного хіта, вони подали позов у суд, і в 1999 році домовилися в позасудовому порядку про виплату компенсації, сума якої залишилась невідомою.

### Бунун
Батьківщина бунунів на західному узбережжі Тайваню, на центральних і північних рівнинах, але деякі з них нещодавно оселилися в районі навколо Тайдуна і Хуаляня.
На відміну від інших корінних народів Тайваню, у бунунів дуже мало танцювальної музики. Найкраще вивченим елементом традиційної музики Бунун є імпровізована поліфонічна пісня. Серед народних інструментів — товкачі, п’ятиструнні цитри та щелепна арфа.
У наш час американський віолончеліст Девід Дарлінг створив проект поєднання віолончелі та традиційної музики Бунун, у результаті чого вийшов альбом під назвою Mudanin Kata. Заснований у 1995 році культурно-освітній фонд Бунун був першою організацією, створеною для сприяння та підтримки культури корінних жителів Тайваню.

### Хакка
Тайванська опера популярна серед народності хакка, і вона вплинула на жанр "опери збирання чаю". Найхарактернішою формою музики хакка є гірські пісні, або шан'ге, які схожі на народну музику Хенгчунь. Також популярна інструментальна музика байін.

## Художня музика

### Початок музичної освіти
Найперша програма музичної освіти на Тайвані була створена західними місіонерами в 17 столітті, коли південний і північний Тайвань перебували під колоніальним пануванням Нідерландів та Іспанії відповідно. Місіонери з Європи — протестантські місіонери з Нідерландів та католицького домініканського ордену з Іспанії, — створили свої церкви по всьому Тайваню для євангельських цілей. Саме в цей період західна музика вперше була представлена на Тайвані, хоча церковна музика була основною. Світська західна музика почала закріплюватися на Тайвані лише після того, як у середині 19 століття правлячий уряд Цін відкрив торговельний обмін із Європою. 
У 1895 році Тайвань був окупований Японією, і таким чином було запроваджено формалізовану західну музичну освіту. Під правлінням Японії музика увійшла до складу основної навчальної програми тайваньської академічної освіти та стала обов’язковим курсом навчання. Серед відомих музикантів цієї епохи були Вень-є Цзян і Чі-Юань Куо.

### Після 1949
У 1949 році уряд Республіки Китай відступив на Тайвань. Через політичні чинники культурні елементи, пов’язані з материковим Китаєм і СРСР, включаючи символи комунізму, стали табуйованими на Тайвані, а західна культура стала особливо помітною. Музиканти та студенти-музиканти з материкового Китаю також приїжджали на Тайвань, щоб продовжити музичну освіту.
Після Другої світової війни політична атмосфера та економічна ситуація Тайваню різко змінилися, і ці зміни вплинули на тогочасну музичну діяльність. 
У 1946 році школа, яка в епоху японського правління була відома як середня школа Тайхоко, була перейменована на Тайванський провінційний педагогічний коледж і стала важливим центром для виховання вчителів музики. У 1955 році його знову перейменували на Тайванський провінційний педагогічний університет; і тоді музична освітня система Тайваню була перероблена випускниками музичних коледжів. У той же час тайванські музиканти, які навчалися в Японії, також приєдналися до факультету після їхнього повернення на Тайвань, в результаті чого музична освітня програма школи поєднала принципи двох різних систем.Також в ті часи художня музика Тайваню зазнавала значного впливу постромантичної музики Заходу. Особливо це було помітно в роботах випускників Тайванського провінційного педагогічного університету. 
Національна академія мистецтв Тайваню (попередник сучасного Національного університету мистецтв Тайваню) була заснована в Баньцяо, округ Тайбей (тепер місто Новий Тайбей), у 1955 році. Завдяки зусиллям послідовних керівників її музичної програми численні професійні виконавці та композитори пройшли тренінги, які поєднували західну теорію композиції з елементами традиційної китайської музики та використовували західні композиційні техніки для переосмислення класики китайської літератури. Наприклад, в пісні Song of Pipa для жінки-солістки з оркестром, створеної Вей-лянг Ши, як текст був використаний однойменний вірш, написаний поетом Цзюйі Баєм з династії Тан. У цьому сучасному музичному творі поєдналися китайська пентатоніка та західна поліфонія й атональність. Прем’єра відбулася в Культурному центрі збройних сил Тайбею в 1968 році. 
На композиторів цього покоління глибоко вплинула спадщина китайської культури, глибока культурна грамотність і усвідомлення місцевих тенденцій, що дозволило їм досягти успіху в поєднанні західної музики та класичної китайської літератури. Наприклад, Шуй-лонг Ма зобразив своє рідне місто Келун у своїй сюїті «Тайвань» для фортепіанного соло. У своєму пізнішому Концерті для бамбукової флейти, творі, який приніс йому популярність як композитору, він поєднав китайську пентатонічну гамму та оркестровку західної музики. Таким чином він не лише продемонстрував навички флейтиста, але й переніс тайванську музику на абсолютно новий рівень. Концерт для бамбукової флейти було обрано як головну пісню Корпорації телерадіомовлення Китаю через його репутацію монументального тайванського музичного твору. За цим твором з'явилася симфонічна сюїта Шуй-лонг Ма «Сян Юй і його наложниця», заснована на історії суперечок Чу-Хань у стародавньому Китаї. Твір був написаний у формі зінгшпіля з розмовним діалогом, але Ма використав замість вокалу традиційні китайські інструменти. У цій симфонічній сюїті поєднуються китайські традиційні інструменти та західний оркестр. Сюїта виграла нагороду за найкращий художній музичний альбом на 26-й церемонії нагородження Golden Melody Awards for Traditional Arts and Music. 
Музична консерваторія служить базою для виховання музичних талантів, а створення музичних організацій, заснованих меценатами, підтримує різноманітні музичні заходи. У 1946 році для активного сприяння музичній діяльності тайванською елітою (вченими та політиками) була заснована Асоціація тайванської культури. В цей час завзято створювалися нові твори для заходів, які проводило це товариство. Однак у цей період післявоєнної відбудови такі події не змогли привернути увагу та підтримку. У 1955 році Чі Юань Куо написав Симфонічну варіацію в тайванському стилі для оркестру, першу оркестрову п’єсу тайванського композитора. Прем’єра цього твору відбулася у виконанні Тайванського провінційного симфонічного оркестру. У 1972 році Куо написав Концертино для фортепіано та струнного оркестру, перший фортепіанний концерт тайванського композитора.
Студенти, які вивчал композицію в Педагогічному університеті провінції Таийваню та Національній академії мистецтв Тайваню, отримали велике знайомство з китайською традиційною музикою, операми та творами китайських композиторів першої половини 20 століття.  Після того, як ці студенти закінчили навчання, деякі викладали музику в школах,  тоді як інші працювали дослідниками або оркестровими музикантами в Тайванському провінційному симфонічному оркестрі. У вільний час ці випускники збирали та аналізували тайванську народну музику та поєднували її із західною теорією композиції, щоб розробити нову форму сучасної художньої музики, що належить Тайваню.
Дослідницький відділ Тайванського провінційного симфонічного оркестру заснував його колишній директор Вей-Лян Ші в 1972 році. Він запросив кількох випускників Тайванської національної академії мистецтв і композиторів, які повернулися з-за кордону, приєднатися до цього відділу. Ці молоді композитори заснували Музичне товариство «Соняшник» у 1967 році. 

### Приватні музичні організації
Розвиток західної художньої музики на Тайвані переважно відбувався в навчальних закладах, як державних, так і приватних. Найперші такі музичні програми з'явилися в Тайванському провінційному педагогічному університеті та Національній академії мистецтв Тайваню, а також в Університеті китайської культури (1962)¸ коледжі домогосподарства Ши Чієн (сьогодні Університет Ши Чіен, 1969), Університеті Сучжоу (1972) , Католицькому університеті Фу Джень (1983) і Національному інституті мистецтв (попередник сьогоднішнього Тайбейського національного університету мистецтв, 1982). Після 1980-х років всі молодші педагогічні коледжі були реорганізовані в учительські коледжі, що дозволило заснувати кілька кафедр та музичних інститутів. Ці нові програми підготували багатьох вчителів музики для різних типів шкіл, а також сприяли загальному захопленню музикою. Приблизно в той самий час, у 1986 та 1987 роках, було засновано відповідно Об’єднаний експериментальний оркестр (попередник Національного симфонічного оркестру) та Національний культурний центр Чан Кайши (попередник Національного театру та концертного залу). Разом вони провели серію концертів із багатьма тайванськими та запрошеними закордонними музикантами, із замовленням нових творів від місцевих композиторів. Все це сприяло бурхливому розвитку музичної діяльності на Тайвані. Музичні таланти процвітали у великій кількості, і стандарти композиції та виконання помітно підскочили. 
За пропозицією доктора Роберта Шольца у 1960-х роках Тайвань почав відправляти талановитих студентів за кордон для подальшого навчання західній музиці. Після закінчення навчання деякі з них залишилися за кордоном, а інші повернулися на Тайвань і присвятили себе освіті. Деякі з цих музичних талантів отримали нагороди на відомих міжнародних музичних конкурсах та принесли Тайваню міжнародний авторитет.
У 1990 році композитор Шуй-лонг Ма запустив Spring and Autumn Music Collection, платформу для спонсорування композиторів-початківців, яку фінансує та організовує Культурний фонд Чу. Підприємець Ендрю Чу підтримав цю ініціативу на знак визнання гострої потреби в більшій кількості тайванських композиторів і визнання того, що композитори є наріжним каменем усіх мистецьких творів. Театральні та хореографічні вистави потребують фонової музики, причому композитори відіграють таку ж важливу роль, як акомпаніатори.  Перший концерт Spring and Autumn Music Collection відбувся навесні 1991 року, на ньому були представлені твори тайванських композиторів-початківців і їх твори в різних музичних стилях. На осінньому концерті, який відбувся пізніше того ж року, були представлені композитор-ветерани, які створили нові твори, що поєднують китайську культуру із західною композиційною технікою.
Різниця між весняними та осінніми концертами Spring and Autumn Music Collection полягає в тому, що на весняних концертах звучать твори початківців, а на осінніх — твори досвідчених композиторів. Станом на 2016 рік Spring and Autumn Music Collection не проводить концерти щороку, але композитори, які беруть участь, представляють розвиток західної музичної сцени Тайваню. Багато видатних композиторів, які виступають у концертах, отримали нагороди на міжнародних композиторських конкурсах. 
Щодо розвитку західної опери на Тайвані, Тайбейський симфонічний оркестр (TSO, 1986 – 2003) щороку створював одну оперу під керівництвом Фелікса Чіу-Шен Чена. В операх переважно брали участь місцеві вокалісти, і лише кілька всесвітньо відомих вокалістів були запрошені до участі. Більше того, персонал, відповідальний за постановку сцени та роботу за лаштунками, очолювали тайванські робочі сцени, адміністратори та музиканти. Ця система надала можливість місцевим вокалістам продемонструвати свої таланти, а іншим працівникам мистецтва — розвинути навички, необхідні для виконання делікатної та складної роботи, пов’язаної зі створенням опери.
Тайбейський оперний театр був створений професором і вокалістом Дау-хсіонг Ценгом у 1973 році. Хоча за масштабом не такий великий, як Тайбейський симфонічний оркестр, за останні 50 років Тайбейський оперний театр виконав багато західних оперних шедеврів. Як кількість вистав, так і стандарти виробництва відповідають тим, які створюють громадські оркестри, а театр є важливою базою для виховання місцевих оперних співаків і диригентів. Тайвань загалом виховав багатьох вокалістів, які активно виступають на сцені міжнародних оперних театрів.

## Сучасна музика

### Поп і рок
У середині 1970-х років на музичній сцені Тайваню з'явився жанр популярної музики, відомий як тайванська кампусна народна пісня. Ця музика складалася зі злиття елементів американського фолк-року та китайської народної музики та була дуже популярна в усій Східній Азії. До скасування воєнного стану в 1987 році тайванська поп-музика поділялася на дві різні категорії. Хоккіен-поп співався на рідному діалекті і був популярний серед слухачів старшого віку та робітничого класу; на нього сильно вплинула японська енка. Навпаки, мандаринська поп-музика приваблювала молодших слухачів через асиміляційну політику авторитарного режиму Гоміньдану (1945–1996), який пригнічував тайванські мови та культуру. Азійська суперзірка Тереза Тенг родом з Тайваню та користується величезною популярністю в "китаємовному світі" та за його межами.
З відродженням інтересу до місцевої культурної ідентичності, починаючи з кінця 1980-х років, сформувалася більш чітка та сучасна форма тайванської поп-музики. У 1989 році група музикантів під назвою Blacklist Studio випустила Song of Madness на Rock Records. Змішуючи хіп-хоп, рок та інші стилі, альбом фокусувався на повсякденних проблемах сучасних людей. Розвиваючи успіх Song of Madness, наступного року Лін Чіанг випустив Marching Forward, який поклав початок тому, що стало відомо як New Taiwanese Song. Серед поп-зірок 1990-х років були Ву Бай, Чанг Чен-юе, Джиммі Лін, Еміль Вакін Чау (Zhoū Huájiàn) тощо. Відома своїм технічно вправним і потужним вокалом aMEI визнана поп-дівою Mandopop. Серед найвідоміших та найпопулярніших виконавців жанру такі поп-ідоли як Show Lo, Jay Chou, aMEI, Jolin Tsai та жіночий гурт S.H.E. Піонером рок-музики на Тайвані для молоді став гурт Mayday. Що стосується останнього покоління поп-музики на Тайвані, то зараз великого значення набули співочі реаліті-шоу, такі як One Million Star і Super idol, які принесли славу багатьом простим людям, таким як Джем Сяо, Йога Лін, Аска Ян, Лала Хсу, Вільям Вей тощо.
У 1990-х і на початку 2000-х також з’явились гурти та виконавці більш різноманітних жанрів, такі як Sodagreen, Deserts Chang, Cheer Chen, які досягли комерційного успіху та започаткували нову «інді» еру тайванської поп-музики. Інші інді-гурти включають Your Woman Sleep With Others, Labor Exchange Band, Chairman, Sugar Plum Ferry, deca joins, Backquarter, Fire EX, 8mm Sky, Seraphim і ChthoniC. Щорічний Formoz Festival, Spring Scream, і Hohaiyan Rock Festival репрезентують представників інді-сцени Тайваню. Серед них фестиваль Formoz відомий своєю міжнародною привабливістю, де хедлайнерами заходу виступають такі іноземні артисти, як Yo La Tengo, Moby, Explosions in the Sky і Caribou, тоді як Spring Scream є найбільшою подією для місцевих гуртів, а Hohaiyan збирає змішану аудиторію з відвідувачів пляжних вечірок і шанувальників музики.
Інші тайванські популярні співаки/гурти: Rainie Yang, Da Mouth, Amber Kuo, A-Lin, Magic Power та багато інших. Народна культура тайванців також вплинула на китайськомовне населення в інших місцях, таких як материковий Китай, Малайзія та Сінгапур.

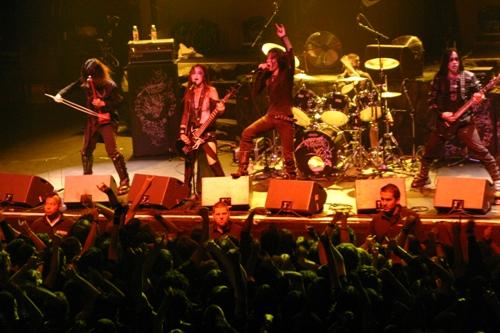
Chthonic

На Тайвані є сотні металевих груп. З них найбільше уваги до метал-сцени на Тайвані привернули Chthonic і Seraphim. Зокрема Chthonic привернули увагу за кордоном, виступаючи на європейських фестивалях, таких як Bloodstock Open Air. 

### Техно
Тайвань має невеликий центр техно та хаус-музики в Тайбеї. Більшість ді-джеїв і артистів займаються цим як хобі, а не як основною роботою. Перформанси часто поєднують музику з візуальним мистецтвом.